# Novakovec Bisaški
Novakovec Bisaški is een plaats in de gemeente Sveti Ivan Zelina in de Kroatische provincie Zagreb. De plaats telt 23 inwoners (2001).